# Scombroide
Scombroidele sau scombroideii (Scombroidei) sunt un subordin de pești teleosteeni marini pelagici, răpitori, de talie mijlocie sau mare, buni înotători, care trăiesc în mările tropicale și subtropicale. Unele specii fac migrații sezoniere în apele temperate sau reci, altele formează bancuri foarte mari. Au corpul fusiform, puțin comprimat lateral, acoperit cu solzi cicloizi mărunți sau golaș. Unele specii au un corselet în spatele capului, acoperit cu solzi groși de talie mijlocie. Premaxilarele sunt în formă de cioc, falca superioară este neprotractilă. Pedunculul caudal este totdeauna subțire. Înotătoarea dorsală lungă, cu partea anterioară formată din raze neramificate, slabe. Multe specii au două înotătoare dorsale. Înotătoarea pectorală și vârfurile înotătoarei caudale mult prelungite. Înotătoarea ventrală (când este prezentă) cu poziție pectorală. Vezica înotătoare mare; uneori lipsește. Scombroidele sunt cei mai iuți înotători dintre toți teleosteenii. Se hrănesc cu crabi, crevete, calmari, crustacee, pești și larve de pești și nevertebrate. Unele specii mici filtrează zooplanctonul prin spinii branhiali. Depun fracționat icrele în apele tropicale și subtropicale, adesea în apropiere de țărm. Icrele sunt pelagice și eclozează în alevini planctonici. Au o mare importanță economică, fiind pești comestibili.

## Caracteristici morfologice
Sunt pești perciformi marini activi având corpul hidrodinamic, fusiform, puțin comprimat lateral, unele specii au o formă de cordea (familia Trichiuridae). Botul este alungit. Pedunculul caudal este totdeauna subțire. Corpul acoperit parțial cu solzi cicloizi mici, subțiri sau deseori golaș, fără solzi. Unele specii au un corselet în spatele capului, acoperit cu solzi groși de talie mijlocie.
Înotătoarea dorsală de obicei lungă, cu partea anterioară formată din raze neramificate, slabe. Majoritatea speciilor au două înotătoare dorsale (Trichiuridae au o singură înotătoare dorsală). La unele specii în urma celei de-a doua înotătoare dorsale și a înotătoarei anale se află mai multe înotătoare mici, numite pinule. Înotătoarea pectorală mult prelungită. Înotătoarea ventrală (când este prezentă) se află în poziție pectorală. Înotătoarea caudală bifurcată sau în formă de semilună, cu vârfurile mult prelungite. Razele înotătoarei caudale acoperă placa hipurală.
Oasele epiotice ale craniului sunt separate unele de altele prin osul supraoccipital. Premaxilarele sunt ascuțite în partea anterioară, în formă de cioc sau de sabie. Maxilare fălcii superioară sunt fixate la premaxilare, aceasta fiind o modificare secundară care adaptează peștele pentru a se hrăni cu o pradă mare, și falca superioară devine neprotractilă. Dentiția este completă, uneori, însă, slabă. Oasele predorsale pierdute (cu excepția unui os mic la Ruvettus, Thyrsites și Tongaichthys și trei oase bine dezvoltate la Gasterochisma). Al doilea os epibranhial al arcului faringian se extinde pe partea superioară al osului trei infrafaringobranhial (osul faringian inferior) cu excepția Gasterochisma.
Membranele branhiale separate de istm (istm = partea îngustă cărnoasă situată între branhii pe partea inferioară a capului). Preoperculul, la formele adulte, nu are țepi. 24 sau mai multe vertebre. Comisura interorbitală al canalelor supraorbitale ale liniei laterale este incompletă sau absentă. Vezica înotătoare uneori este mare, alteori absentă.

## Distribuția geografică
Acești pești sunt răspândiți în apele marine și estuariene din zonele tropicale și temperate ale oceanelor. O specie de macrou spaniol (Scomberomorus sinensis) se deplasează pe distanțe lungi în susul râului Mekong.

## Habitat
Scombroidele se deosebesc de carangide printr-o adaptare și mai înaintată la viața pelagică. Majoritatea peștilor scombroizi sunt epipelagici, unii sunt mezopelagici.

## Biologie și comportament
Unele scombroide, de ex. scrumbia albastră, formează bancuri foarte mari, în timp ce altele, de ex. pălămidă cu spini (Acanthocybium solandri) și scrumbiile șarpe (Gempylus serpens) sunt solitare.
Acest subordin cuprinde pe cei mai iuți înotători dintre toți teleosteenii, și sunt probabil cei mai rapizi pești din lume. Peștele călător (Istiophorus platypterus), peștele spadă (Xiphias gladius) și tonul (Thunnus) ating pe perioade scurte viteze între 60 și 100 km pe oră.
Endotermia, capacitatea de a menține temperatura ridicată a corpului prin mecanisme metabolice, a evoluat în mai multe direcții. Aceasta se realizează la toni (tribul Thunnini) într-un mod similar celui de la păsări și mamifere, în timp ce endotermia craniană, în care doar creierul și ochii sunt încălziți, are loc la Gasterochisma, Xiphiidae și Istiophoridae.

## Hrana
Cele mai multe scombroide sunt răpitori activi, hrănindu-se cu o mare varietate de pești, calmari și crustacee, dar unele (de ex. scrumbia albastră) filtrează organisme planctonice mici din apă cu ajutorul spinilor branhiali lungi.

## Răpitorii
Speciile mai mici de scombroide, cum ar fi scrumbia albastră, cad pradă animalelor răpitoare de mare mai mari.
Balenele, marsuinii (Phocoenidae), rechini, tonii (Thunnini), pălămidele (Sardini), lufarul (Pomatomus saltatrix) și lavracul vărgat (Morone saxatilis) provoacă pagube importante scombroidelor. Codul (Gadus) mănâncă de multe ori macroul mic; calmarii distrug un număr mare de pești tineri și multe păsări de mare urmează și înhăța peștii din cârduri, atunci când aceștia sunt la suprafață.
Scombroidele de talie mijlocie, cum ar fi pălămidele (Sardini) și tonul dungat (Katsuwonus pelamis) cad pradă tonilor (Thunnini), peștilor spadă (Xiphiidae și Istiophoridae) și rechinilor. Răpitorii tonilor mari, cum ar fi tonul roșu (Thunnus thynnus) sunt balenele ucigase (Orcinus orca) și unii rechini, cum ar fi rechinul alb (Carcharodon carcharias) și rechinul mako (Isurus oxyrinchus). Peștii spadă mari sunt atât de activi și puternici, încât au puțini dușmani, dar cad pradă balenelor ucigase și cașaloților (Physeter macrocephalus) și rechinilor mako.

## Reproducere
Scombroidele sunt dioice (au sexele separate) și majoritatea au un dimorfism sexual slab sau absent în culoare.
Cele mai multe specii depun fracționat icrele în apele tropicale și subtropicale, adesea în apropiere de țărm. Icrele sunt pelagice și eclozează în larve (alevini) planctonice.

## Starea de conservare
Populațiile mai multor specii s-au redus foarte mult datorită pescuitului intens și figurează pe lista roșie a IUCN ca specii amenințate:
- Scomberomorus commerson – periclitată NT
- Scomberomorus concolor – vulnerabilă VU
- Scomberomorus munroi – periclitată NT
- Thunnus alalunga – periclitată NT
- Thunnus albacares – periclitată NT
- Thunnus maccoyii -  Situație critică CR
- Thunnus obesus -  vulnerabilă VU
- Thunnus thynnus – amenințată EN
- Kajikia albida – vulnerabilă VU
- Kajikia audax – periclitată NT
- Makaira nigricans – vulnerabilă VU

## Importanța economică
Multe specii de scombroide au o mare importanță economică ca pești comestibili – scrumbia albastră  (macroul), macroul spaniol (Scomberomorus), pălămidă (Sarda) și tonul (Thunnus) și în pescuit sportiv - macroul spaniol, tonul, peștele spadă (Xiphias gladius) și marlinii (Istiophoridae). Scombroidele din punctul de vedere al importanței economice sunt plasate în primele patru locuri (celelalte trei fiind ocupate de Gadidae, Clupeidae și Salmonidae).

## Sistematica
Prima definiție modernă a peștilor scombroizi ca subordin a fost dată de Regan în 1909. El a separat în mod clar scombroidele de familiile percoide (Carangidae și Coryphaenidae). Regan a recunoscut patru diviziuni în cadrul scombroidelor: Trichiuriformes (Gempylidae și Trichiuridae), Scombriformes (Scombridae), Luvariformes (Luvaridae) și Xiphiiformes (Xiphiidae, Istiophoridae și 3 familii fosile). Subordinul a fost redefinit de Collette și colab. (1984) și familia Luvaridae s-au dovedit a fi un grup de pești oceanici extrem de specializați din  subordinul Acanthuroidei, care sunt de obicei asociați cu recifele (Tyler și colab., 1989). Collette și colab. (1984) a inclus Scombrolabricidae în Scombroidei ca grupul cel mai primitiv. O definiție alternativă a scombroidelor propusă de Johnson în 1986 exclude Scombrolabracoidei dar include baracudele (Sphyraenidae) ca grupul cel mai primitiv al scombroidelor.
Subordinul cuprinde 6 familii cu 46 de genuri și aproximativ 147 de specii. Cele 6 familii sunt Sphyraenidae (1 gen, 21 de specii), Trichiuridae (10 genuri, 39 specii), Gempylidae (16 genuri, 24 de specii), Scombridae (15 genuri, 51 specii), Xiphiidae (1 gen, 1 specie), și Istiophoridae (3 genuri, 11 specii).

## Fosile
Resturile fosile se cunosc din paleocenul inferior. Familia fosilă †Blochiidae (de exemplu, Blochius din eocen și, posibil, Aglyptorhynchus) este înrudită cu Xiphiidae. Alte scombroide fosile includ Abadzekhia din oligocen  și †Palaeorhynchidae.

## Speciile din România
În apele noastre, trăiesc reprezentanții a trei familii cu 6 specii.
- Familia Sphyraenidae

1. Sphyraena sphyraena (Linnaeus, 1758) = Luci
- Familia Scombridae

2. Scomber scombrus (Linnaeus, 1758), sin. Scomber scomber (Linnaeus, 1758) = Scrumbie albastră, Macrou de Atlantic
3. Scomber colias (Gmelin, 1789), sin. Pneumatophorus colias (Gmelin, 1789) = Colios
4. Sarda sarda (Bloch, 1793) = Pălămidă, lacherdă
5. Thunnus thynnus (Linnaeus, 1758) = Ton, Ton roșu
- Familia Xiphiidae

6. Xiphias gladius (Linnaeus, 1758) = Pește spadă